# Igreja de Nossa Senhora da Luz (Luz)

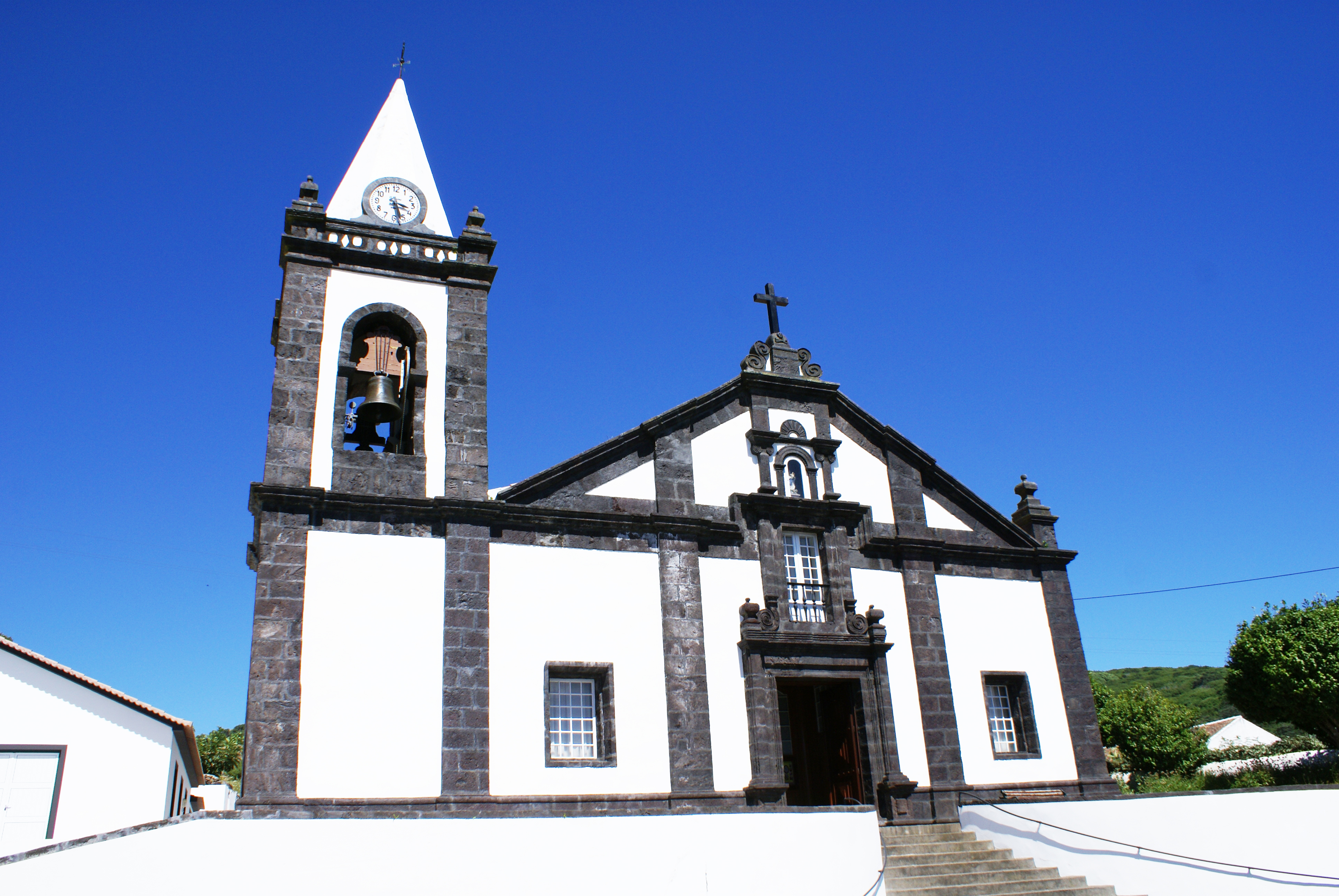
Igreja de Nossa Senhora da Luz, fachada.

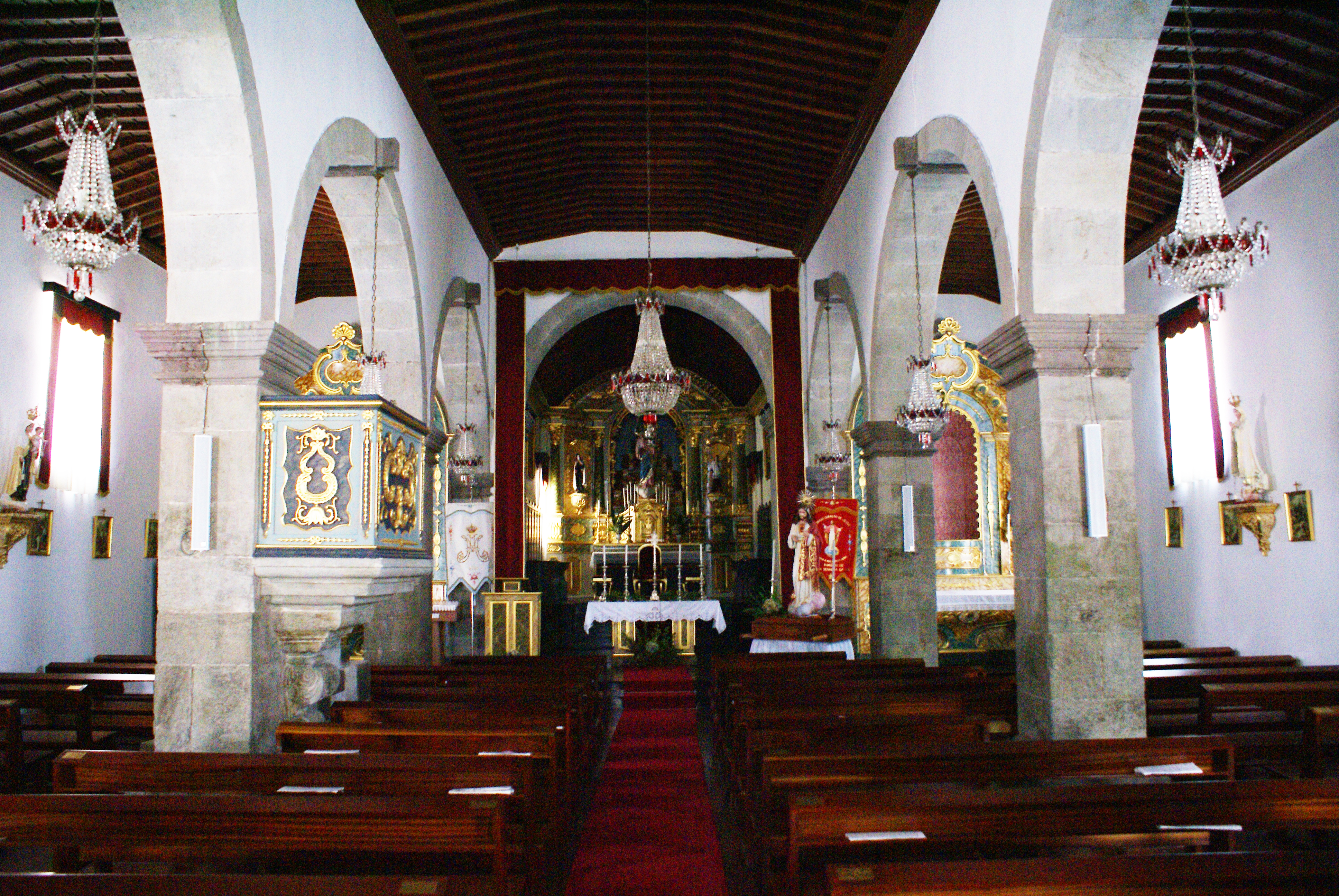
Igreja de Nossa Senhora da Luz, nave central.

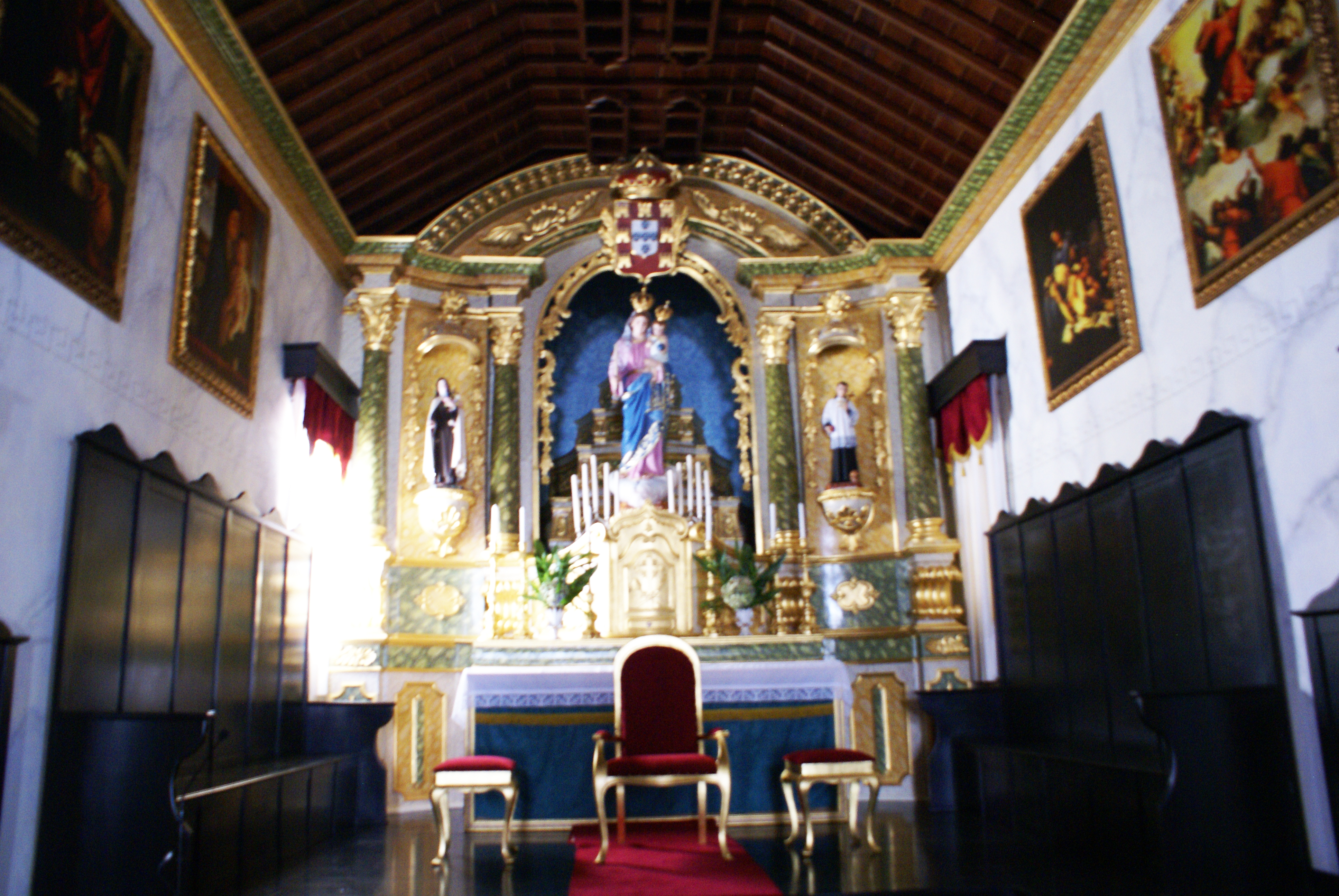
Igreja de Nossa Senhora da Luz, altar-mor.

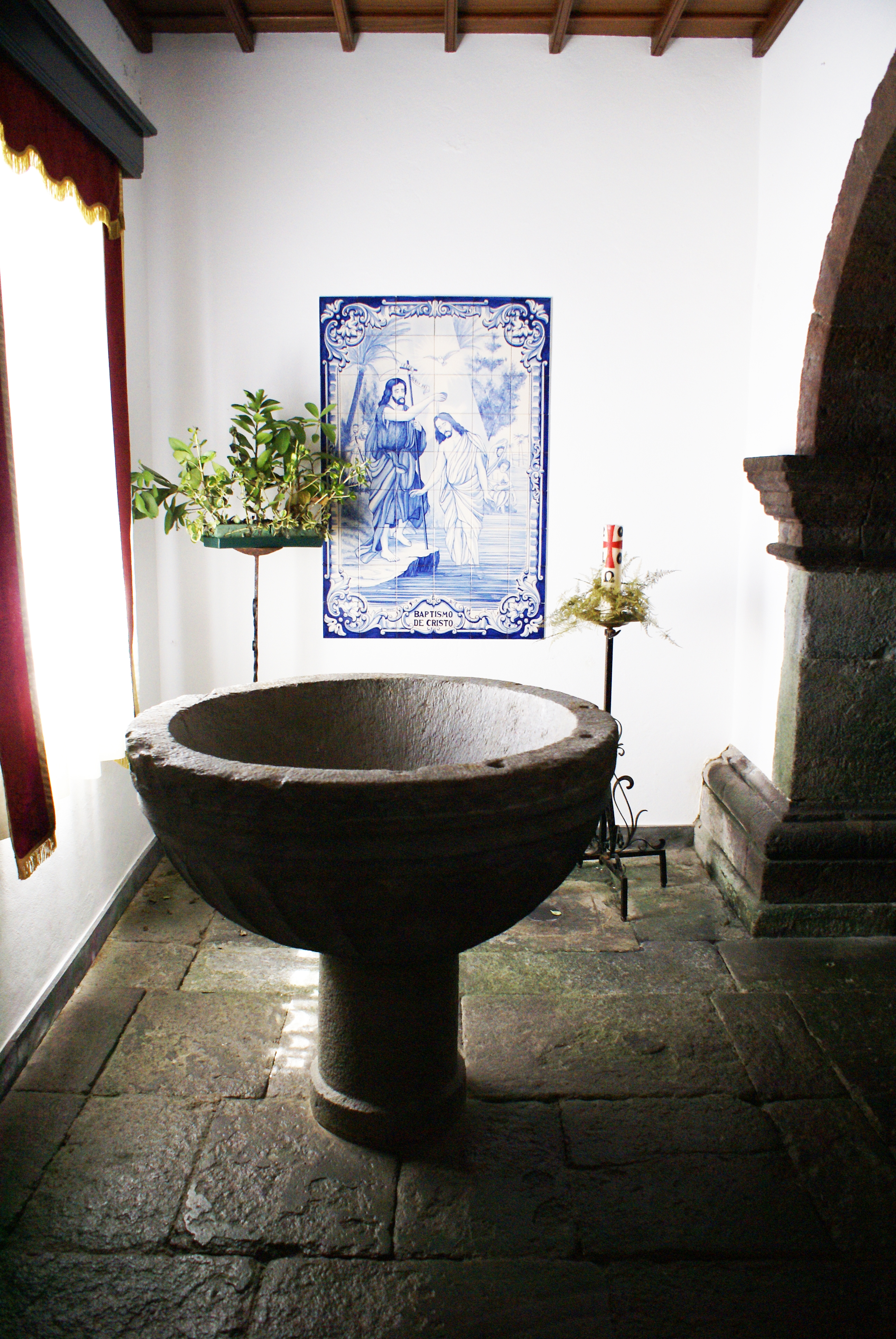
Igreja de Nossa Senhora da Luz, pia batismal.

A Igreja de Nossa Senhora da Luz é templo católico português localizada na Luz, concelho de Santa Cruz da Graciosa, na ilha Graciosa, no arquipélago dos Açores.
O actual templo de Nossa Senhora da Luz que foi benzido no dia 6 de Janeiro de 1738, foi construído para substituir uma primitiva igreja, que datava dos princípios do século XVI e que fora destruída pela crise sísmica de 1717 e novamente pelo terramoto de 13 de Junho de 1730. Esse primitivo templo é referenciado no livro sexto das “Saudades da terra” de Gaspar Frutuoso.
Sendo aquela zona da ilha sujeita a sismicidade violenta, a igreja foi por diversas vezes reparada, a última da quais depois do terramoto de 1980, que afectou severamente a freguesia.
O primeiro templo dedicado a Nossa Senhora da Luz existente nesta localidade foi uma ermida cuja data de construção se localiza entre o ano 1534 e o ano 1589. Sendo a primeira obra do templo actualmente existente anterior a 1611, tendo sido a 4º Igreja a ser construída na ilha.
Apesar do grande terramoto de 1730 deixar esta Igreja em ruínas, continuou a dizer-se missa neste templo até 1737. A sua reconstrução terminou por volta de 1745.
Neste templo existe uma imagem de Nossa Senhora da Luz, uma de Nossa Senhora da Conceição, uma de Santo António, uma do Sagrado Coração de Jesus, uma de São José, uma de Nossa Senhora de Fátima, uma de São Miguel Arcanjo, uma de Santo Antão, uma de Santa Filomena, uma de Nossa Senhora do Carmo, uma de Santa Bárbara, uma de Santa Teresinha e uma de São Luís de Gonzaga.